# 皮奇頓 (加利福尼亞州)
皮奇頓（英語：Peachton）是位於美國加利福尼亞州比尤特縣的一個非建制地區。該地的面積和人口皆未知。

## 地理
皮奇頓的座標為39°22′50″N 121°39′41″W / 39.38056°N 121.66139°W，而該地的平均海拔高度為31米（即102英尺）。